# Caporegime

Estructura de una familia criminal mafiosa.

Caporegime  o capodecina es un término  italiano (en español denominado ranflero), empleado en la mafia u organizaciones criminales para referirse a un miembro de alto rango, semejante militarmente a un capitán o teniente, que está a cargo de un grupo de soldados y sigue las órdenes del capo bastone (subjefe) o directamente del jefe o Don de una familia criminal.  La variante capodecina significa literalmente cabeza de diez.